# Manuel Isidro de Orozco Manrique de Lara
Manuel Isidro de Orozco y Manrique de Lara (Madrid, 15 de maig de 1681-1 de febrer de 1745) o també conegut com Manuel Isidro Manrique de Lara, va ser un religiós espanyol.
D'ascendència noble, era fill de Juan Orozco y Manrique de Lara, natural de Barcelona, i de Micaela Zapata y Chacón, marquesos d'Olías i Mortara. Durant la seva infància va servir a la reina Maria Anna de Neuburg, segona esposa de Carles II. Va rebre una bona educació i es va llicenciar en cànons, a la Universitat d'Alcalà. Va ser degà i canonge de la catedral de Toledo i després bisbe de Jaén, prenent possessió d'aquest càrrec el 17 de setembre de 1732 i el 1738 promogut a arquebisbe de Santiago. També va ser inquisidor general, confirmat pel papa el 24 de gener de 1742, conseller d'estat, capellà i almoiner del rei. Durant el seu mandat com a inquisidor va autoritzar i aixecar la prohibició de llibres i documentació continguda a l'abadia de Sacromonte de Granada, després de la tasca per ordenar l'arxiu per part de Luis Francisco de Viana. A la seva mort va encarregar 8.000 misses i es va fer enterrar a l'església de Santo Domingo el Real de Madrid.